# Comuna Husasău de Tinca, Bihor
Husasău de Tinca (în maghiară: Biharhosszúaszó) este o comună în județul Bihor, Crișana, România, formată din satele Fonău, Husasău de Tinca (reședința), Miersig, Oșand și Sititelec.

## Demografie
Componența etnică a comunei Husasău de Tinca
     Români (57,35%)
     Romi (33,59%)
     Alte etnii (1,11%)
     Necunoscută (7,95%)
Componența confesională a comunei Husasău de Tinca
     Ortodocși (65,21%)
     Baptiști (17,13%)
     Penticostali (6,26%)
     Greco-catolici (1,52%)
     Alte religii (1,81%)
     Necunoscută (8,07%)
Conform recensământului efectuat în 2021, populația comunei Husasău de Tinca se ridică la 2.429 de locuitori, în creștere față de recensământul anterior din 2011, când fuseseră înregistrați 2.395 de locuitori. Majoritatea locuitorilor sunt români (57,35%), cu o minoritate de romi (33,59%), iar pentru 7,95% nu se cunoaște apartenența etnică. Din punct de vedere confesional, majoritatea locuitorilor sunt ortodocși (65,21%), cu minorități de baptiști (17,13%), penticostali (6,26%) și greco-catolici (1,52%), iar pentru 8,07% nu se cunoaște apartenența confesională.

## Politică și administrație
Comuna Husasău de Tinca este administrată de un primar și un consiliu local compus din 11 consilieri. Primarul, Florentin Faur[*], de la Partidul Social Democrat, este în funcție din 1 noiembrie 2024. Începând cu alegerile locale din 2024, consiliul local are următoarea componență pe partide politice:
|  | Partid                          | Consilieri | Componența Consiliului | Componența Consiliului | Componența Consiliului | Componența Consiliului | Componența Consiliului | Componența Consiliului | Componența Consiliului | Componența Consiliului |
|  | ------------------------------- | ---------- | ---------------------- | ---------------------- | ---------------------- | ---------------------- | ---------------------- | ---------------------- | ---------------------- | ---------------------- |
|  | Partidul Social Democrat        | 8          |                        |                        |                        |                        |                        |                        |                        |                        |
|  | Partidul Național Liberal       | 2          |                        |                        |                        |                        |                        |                        |                        |                        |
|  | Alianța pentru Unirea Românilor | 1          |                        |                        |                        |                        |                        |                        |                        |                        |